# الغواصة الألمانية يو-284
غواصة يو-284 غواصة يو بوت ألمانية من الفئة السابعة سي بنيت لسلاح بحرية ألمانيا النازية كريغسمارينه، في أحواض بريمر فولكان في بريمن خلال الحرب العالمية الثانية.